# Hasenbergl
Hasenbergl – stacja metra w Monachium, na linii U2. Stacja została otwarta 26 października 1996.